# Gerbstedt
Gerbstedt – miasto w Niemczech, w kraju związkowym Saksonia-Anhalt, w powiecie Mansfeld-Südharz. Od zachodu sąsiaduje z następującymi miastami: Arnstein, Hettstedt i Mansfeld, od północy z Könnern, od wschodu z Salzatal, Wettin i Rothenburg oraz od południa z Seegebiet Mansfelder Land i Lutherstadt Eisleben.
1 stycznia 2010 do miasta przyłączono: Augsdorf, Friedeburgerhütte, Hübitz, Ihlewitz, Rottelsdorf, Siersleben, Welfesholz i Zabenstedt, a 24 stycznia 2010 Freist, Friedeburg (Saale) oraz Heiligenthal.

## Współpraca
Miejscowości partnerskie:
- Frévent, Francja
- Grefrath, Nadrenia Północna-Westfalia